# Daniel Novikov
Daniel Novikov (* 6. Juni 1989 in Tallinn) ist ein ehemaliger estnischer Radrennfahrer.

## Sportliche Laufbahn
Novikov war im Bahnradsport aktiv. 2002 begann er in seiner Heimatstadt mit dem Radsport. 2006 bis 2008 trainierte er am World Cycling Centre in der Schweiz. Er war Teilnehmer der Olympischen Sommerspiele 2008 in Peking. Dort startete er im Sprint. Bei den UCI-B-Weltmeisterschaften 2007 in Kapstadt gewann er die Goldmedaille im Sprint und die Silbermedaillen im Keirin hinter Gadi Chait. Von 2008 bis 2014 gewann er zwölf estnische Meistertitel im Bahnradsport. Von 2005 bis 2008 war er Mitglied der estnischen Nationalmannschaft im Bahnradsport.